# Yangjiang (köpinghuvudort i Kina, Jiangsu Sheng, lat 31,33, long 118,81)
Yangjiang (kinesiska: 阳江) är en köpinghuvudort i Kina. Den ligger i provinsen Jiangsu, i den östra delen av landet, omkring 82 kilometer söder om provinshuvudstaden Nanjing. Antalet invånare är 65 768. Befolkningen består av 31 666 kvinnor och 34 102 män. Barn under 15 år utgör 12,0 %, vuxna 15-64 år 71 %, och äldre över 65 år 15,0 %.
Runt Yangjiang är det tätbefolkat, med 343 invånare per kvadratkilometer. I omgivningarna runt Yangjiang växer i huvudsak barrskog.
Genomsnittlig årsnederbörd är 1 612 millimeter. Den regnigaste månaden är juli, med i genomsnitt 270 mm nederbörd, och den torraste är januari, med 50 mm nederbörd.